# Placidochromis phenochilus
Placidochromis phenochilus är en fiskart som först beskrevs av Trewavas, 1935.  Placidochromis phenochilus ingår i släktet Placidochromis och familjen Cichlidae. IUCN kategoriserar arten globalt som livskraftig. Inga underarter finns listade i Catalogue of Life.